# Vesta chevrolati
Vesta chevrolati is een keversoort uit de familie glimwormen (Lampyridae). De wetenschappelijke naam van de soort werd voor het eerst geldig gepubliceerd in 1833 door Laportede Castelnau.